# Tyssedal
Tyssedal este o localitate din comuna Odda, provincia Hordaland, Norvegia, cu o suprafață de 0,62 km² și o populație de 692 locuitori (2013).